# Controversia sobre el uso de la Catedral de Mánchester en Resistance: Fall of man

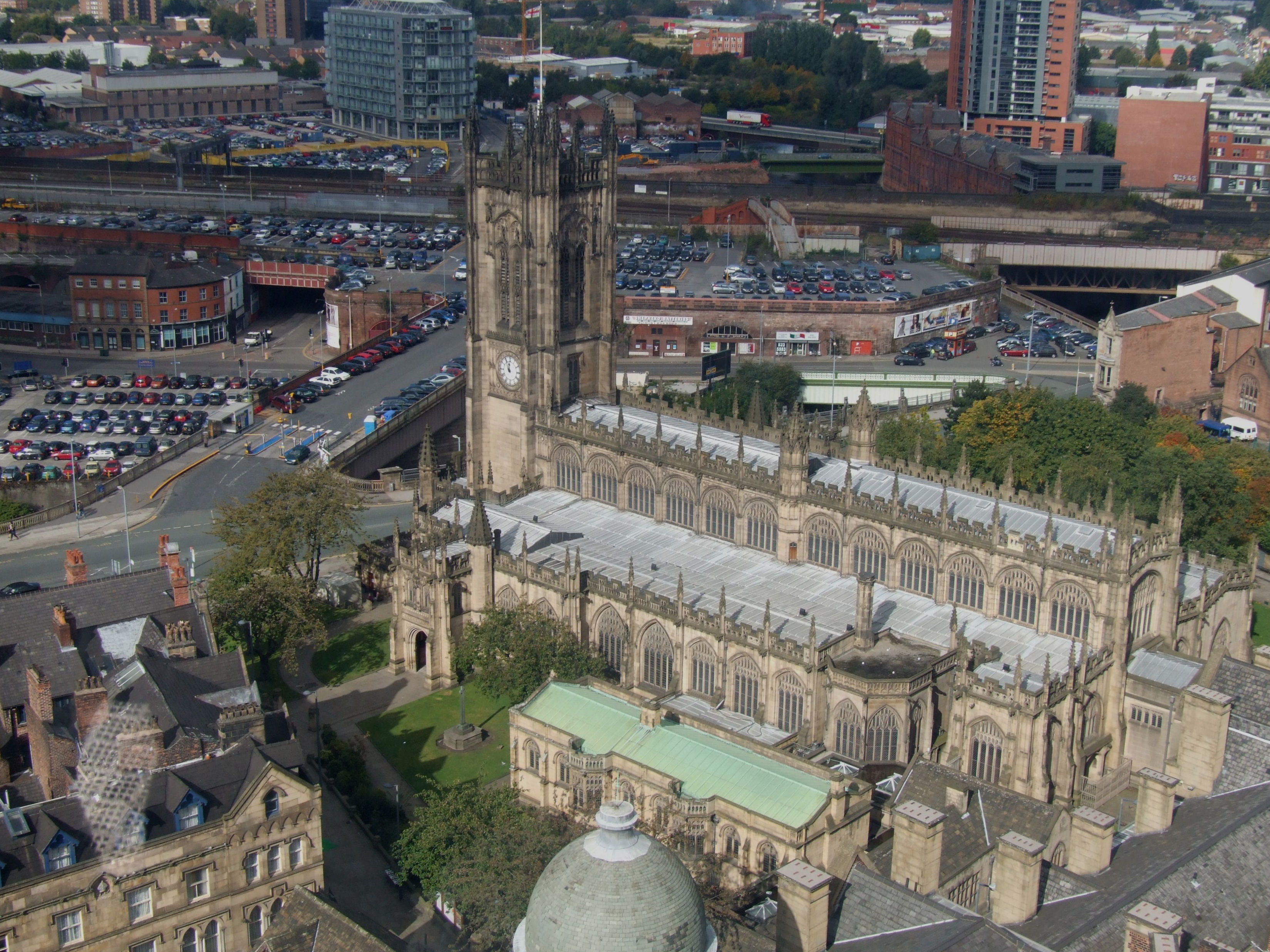
La Catedral de Mánchester es el lugar donde una raza de alienígenas llega tras conquistar Asia y la mayor parte de Europa. La Iglesia anglicana criticó esta representación virtual calificándolo de profano y de una violación; razón por la cual, Sony tuvo que ofrecer una disculpa y pagar dichos derechos de autor.

El videojuego de disparos en primera persona Resistance: Fall of Man, lanzado en 2006, desarrollado por Insomniac Games y publicado por Sony Computer Entertainment para PlayStation 3, destacó las escenas de combate que tenían lugar dentro de una representación virtual de la Catedral de Mánchester en Inglaterra comenzando una historia alterna. Fue lanzando el 23 de marzo de 2007 en el Reino Unido. El uso de imágenes de la catedral causó controversia a los líderes religiosos de la Iglesia anglicana, lo cual creó su reclamación por ser una profanación y una infracción a los derechos de autor, arguyendo que fue un acto inapropiado de Sony permitir a los jugadores disparar armas en una ciudad con un conflicto armado. Ellos tuvieron que iniciar una serie de amenazas contra Sony. De igual forma, una demanda legal contra la empresa japonesa, incluyendo una disculpa, una donación considerable, su retiro completo del videojuego o la modificación donde tiene aparición la parte interior de la catedral, y el apoyo financiero de los grupos de Mánchester para reducir el crimen en la ciudad. 
En respuesta a las acusaciones, Sony argumentó que el videojuego no estaba basado en la realidad, y creyeron que tenían los permisos adecuados y necesarios. Posteriormente añadieron que el videojuego era puro entretenimiento y ficción, comparándolo con el programa televisivo Doctor Who. El primer ministro británico Tony Blair comentó que piensa que las compañías deberían tener más responsabilidad y sensibilidad con los sentimientos de otros, y que el tema era en demasía muy difícil. Aunque los derechos de autor preocupaban fueron creados para ejercerse sin ningún mérito, Sony ofreció una disculpa formal a la Iglesia anglicana y a los líderes de su catedral en julio de 2007, argumentando que ellos no querían causar jurisprudencia.
La controversia incrementó la notoriedad de Resistance en el Reino Unido, los cuales mostraron un aumento de sus ventas durante el incidente. Fue elegido como el finalista entre otros seis videojuegos en el BAFTA British Academy Video Game Awards 2007 para los PC World Gamers Award, los cuales se basaron en las ventas y en la recepción del público. El Decano de Mánchester, el Reverendo Rogers Govender, criticó su selección por el BAFTA debido a su controversia actual, solicitando que cualquiera de los dos BAFTA o Sony retiraran el galardón. Ninguno de los dos candidatos decidió retirar el premio, pero en última instancia perdió contra Football Manager 07.

## Contexto
Resistance: Fall of Man es un videojuego comenzado como una historia alterna donde una especie de alienígenas conquista Europa y Asia, y, a finales de 1950, se extiende a lo largo de Inglaterra. El juego destaca edificios históricos de Inglaterra a través del juego, incluyendo el exterior e interior de la Catedral de Mánchester, lugar donde se lleva a cabo una lucha contra dicha raza.
Los líderes de la iglesia acusaron a Sony de la profanación virtual de la Catedral de Mánchester, refiriéndose a una escena en la cual se empieza un tiroteo contra gran cantidad de Leapers (seres alienígenas antagonistas en el juego) que son asesinados durante una sangrienta batalla en la catedral. Oficiales describen el uso del edificio como enfermo y un sacrilegio, y argumentan que Sony no pidió permiso alguno para el uso de la catedral. Ofrecieron una disculpa de parte de Sony y la retirada del juego de los departamentos de compra, o de lo contrario procederían a una demanda legal.
El vocero de la catedral, David Marshall, dijo a los reporteros que la catedral había recibido muchos correos de apoyo para su causa y su intento de hacer una demanda contra Sony. Estos incluían una disculpa, una donación considerable, su eliminación del juego o la modificación del segmento donde destacaba el interior de la catedral, y un apoyo financiero de los grupos de Mánchester intentando reducir el crimen armado en la ciudad.
Los oficiales de la catedral también describieron el uso de armas en una ciudad la cual tiene un problema armado como irresponsable. El Obispo de Mánchester, el reverendo Nigel McCulloch, argument que fue bueno conocer que Mánchester tuviera un problema armado, y que fue más allá de la creencia que un fabricante global recreara una de sus catedrale con calidad foto realística. Insomniac, el desarrollador del juego, realizó aclaraciones, remitiendo todas las preguntas a Sony Computer Entertainment Europe. Sony Computer Entertainment Europe emitió una declaración, argumentando que ellos fueron cuidadosos de las preocupaciones expresadas por el Obispo de Mánchester y de las autoridades de la catedral, tomándolo muy en serio. Sin embargo, añadieron que Resistance: Fall of Man es un juego de ciencia ficción y que no está basado en la realidad y que creyeron tener los permisos necesarios.